# Jim Henson's Creature Shop
Jim Henson's Creature Shop est une compagnie fondée en 1979 par le marionnettiste Jim Henson, créateur du Muppet Show.
Il s'agit d'un grand atelier qui crée différentes sortes de marionnettes, de personnages et créatures en animatronique pour un grand nombre de films et de séries télévisées. La compagnie est surtout connue pour ses créations les plus fantastiques, telle que la plante carnivore dans le film La Petite Boutique des horreurs, les films Les Tortues Ninja 1 et 2, Loch Ness, Les 101 dalmatiens, George de la Jungle ou les aliens dans la série Farscape.
En France, depuis 2015, la compagnie a créé la mascotte de la marque de jus fruit Joker baptisée Joko intervenant sur plusieurs spots publicitaires.
Mais elle crée également des répliques exactes de vrais animaux, spécialement quand des performances inhabituelles pour ces derniers sont requises. 
La compagnie a créé les animaux parlant dans le film Docteur Dolittle et a gagné deux Oscars pour les animaux de la série de films Babe. Elle a également créé la marionnette Flat Eric utilisée par Quentin Dupieux dans une publicité pour Levis et dans son clip Flat Beat.
La compagnie, auparavant située à Londres, est désormais basée à Los Angeles dans le quartier de Hollywood.

## Filmographie de Non-Henson
- Snuggle (Snuggle Bear)
- LendingTree (Lenny)
- Jack in the Box (Muppet Jack)
- Hamburger Helper (Hamburger Helper Glove)

The Groundlings
- - En cours
    - Puppet Up! - Uncensored / The Glorious Ladies of Puppetry (2006-presente)

Henson Alternative:
- - Grammy Awards (2011)
  - Événement Numérique de Nintendo @ E3 2015 (2015)
  - En cours
    - Coldplay Music of the Spheres (The Weirdos)[2]